# Porta Naevia
La Porta Naevia era una delle porte nelle Mura repubblicane di Roma. 
Le notizie che la riguardano sono praticamente inesistenti. Ora scomparsa, si trovava sul cosiddetto Piccolo Aventino, alle spalle delle Terme di Caracalla, all'incirca a metà del percorso delle mura tra la porta Capena e la porta Raudusculana, probabilmente in corrispondenza dell'attuale largo Fioritto e nei pressi della basilica di S. Balbina, sebbene non siano stati rinvenuti resti archeologici che possano fornire una conferma a tale indicazione.
Della porta Naevia si trova una sola citazione in Livio, una in Varrone che ne fa derivare il nome dalla sua posizione ai margini o all'interno dei "boschi Nevii", e una terza nei Cataloghi delle Regiones in cui Augusto aveva suddiviso la città, nei quali si precisa come la porta fosse raggiungibile dal vicus portae Naeviae, per proseguire in quello che doveva essere l'antico tracciato iniziale della via Ardeatina.